# American Composers Orchestra
Das American Composers Orchestra (ACO) ist ein Orchester in New York City, das sich ausschließlich auf zeitgenössische Kompositionen amerikanischer Komponisten spezialisiert hat. Es hat keine feste Spielstätte und wechselt für seine Aufführungen zwischen der Carnegie Hall, dem DiMenna Center for Classical Music, der Mannes School of Music, dem Winter Garden auf dem Brookfield Place und dem Miller Theater an der Columbia University.
Das ACO ist das einzige Orchester weltweit, das sich der Präsentation, der Pflege und den Premieren der Kompositionen seiner eigenen Landsleute widmet. Nach einer Idee und auf Initiative der vier Komponisten und Dirigenten Francis Thorne, Dennis Russell Davies, Paul Lustig Dunkel und Nicolas Roussakis wurde das Orchester 1975 gegründet und hatte seinen ersten Auftritt am 7. Februar 1977 in der Alice Tully Hall im Lincoln Center. 
Davies leitete den Klangkörper als erster Musikdirektor von 1977 bis 2002, nach seinem Ausscheiden als Leiter des Orchesters wurde ihm der Titel des Ehrendirigenten verliehen. Schon im November 2000 wurde Steven Sloane als Nachfolger von Davies für die Zeit ab 2002 zum Musikdirektor benannt. Seine Ernennung war ungewöhnlich, da Sloane nicht, wie bei derartigen Verpflichtungen üblich, zuvor als Gastdirigent beim ACO tätig war. Sloane dirigierte das Orchester zum ersten Mal im März 2002 und übernahm die Stelle des Musikdirektors im November desselben Jahres bis 2006. Danach blieb die Stelle des Musikdirektors vier Jahre vakant, bis 2010 George Manahan zum neuen Leiter ernannt wurde.
Daneben war Robert Beaser von 1988 bis 1993 Composer in Residence, danach künstlerischer Berater und ab Januar 2001 künstlerischer Direktor des Orchesters. Nach seinem Ausscheiden 2013 wurde ihm der Titel des künstlerischen Direktors ehrenhalber verliehen. Derek Bermel wurde 2006 Composer in Residence, 2009 künstlerischer Berater und 2013, als Nachfolger von Beaser, künstlerischer Direktor am ACO.
Seit seiner Gründung 1975 brachte das ACO mehr als 800 Kompositionen und über 350 Weltpremieren amerikanischer Komponisten zur Aufführung. In den 1990er Jahren initiierte das ACO das Programm Underwood New Music Readings, das jungen Komponisten die Chance gibt, ihre eigenen Kompositionen zu dirigieren und gegebenenfalls auf Tonträger einzuspielen. Zudem rief es das Festival Sonidos de las Américas, das sich auf lateinamerikanische Musik fokussiert, ins Leben.
Das ACO erhielt mehrere Ehrenpreise der American Academy of Arts and Letters, BMI, ASCAP und einen METLife Award für sein hervorragendes Publikums-Engagement.
Das ACO bespielte Tonträger für ARGO, CRI, ECM, Point, Phoenix USA, MusicMasters, Nonesuch, Tzadik und New World Records.

## Musikdirektoren
- Dennis Russell Davies (1977–2002)
- Steven Sloane (2002–2006)
- George Manahan (2010-present)